# Пеццоло-Валле-Уццоне

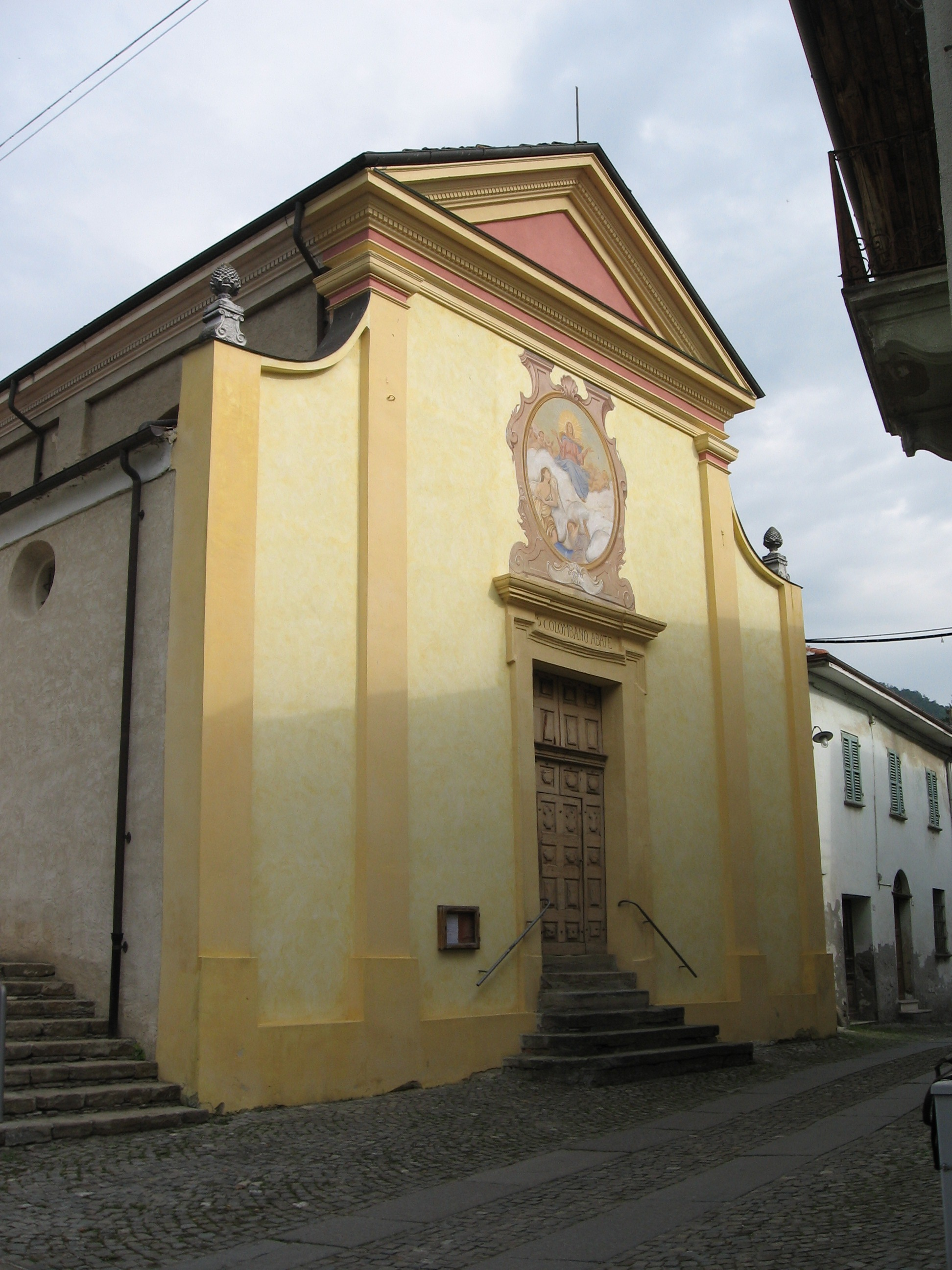
Храм святого Колумбана (Пеццоло), XV век.

Пеццоло-Валле-Уццоне (итал. Pezzolo Valle Uzzone) — коммуна в Италии, располагается в регионе Пьемонт, в провинции Кунео.
Население составляет 345 человек (2008 г.), плотность населения составляет 13 чел./км². Занимает площадь 27 км². Почтовый индекс — 12070. Телефонный код — 0173.
Покровителем коммуны почитается святой Колумбан, празднование 23 ноября. 

## Демография
Динамика населения:

## Администрация коммуны
- Официальный сайт: